# Elecciones provinciales de Corrientes de 1987
Las elecciones generales de la provincia de Corrientes de 1987 tuvieron lugar el 6 de septiembre, al mismo tiempo que las elecciones legislativas a nivel nacional. Los comicios tuvieron el histórico carácter de ser las primeras elecciones de gobernador correntino que dieron como resultado un traspaso de mando exitoso entre dos gobernadores democráticamente electos, con el gobernador saliente completando un mandato constitucional completo, siendo el antecedente más cercano el de 1951, aunque Juan Filomeno Velazco, el gobernador saliente, no había sido elegido para un período entero, pues le fue acortado para que Raúl Benito Castillo asumiera el 4 de junio de 1952.
El Pacto Autonomista - Liberal, complementado además por una alianza distrital con el Partido Demócrata Progresista (PDP) y el Movimiento de Liberación Popular (MOLIPO), presentó esta vez una candidatura unificada, la de Ricardo Guillermo Leconte, del Partido Liberal (PLCo), con Gabriel Feris, del Partido Autonomista (PACo), como compañero de fórmula. El Partido Justicialista (PJ) presentó la fórmula Humberto Romero-Amilcar Araujo; y la Unión Cívica Radical, la fórmula Gregorio Pomar-Florencia Vanasco.
En medio de la debacle radical a nivel nacional y la victoria del justicialismo en las legislativas, en Corrientes sucedió todo lo contrario. El Pacto conservó el gobierno y la mayoría legislativa con un resonante triunfo, del 44.35% de los sufragios, mientras que la UCR provincial incrementó considerablemente sus resultados con un 24.85% y se convirtió en el principal partido de la oposición en detrimento del PJ, que sufrió una fuerte debacle y quedó solo con el 18.44%. El Colegio Electoral quedó compuesto entonces por 15 electores del Pacto (8 del PLCo y 7 del PACo), 7 de la UCR y 4 del PJ. Contando con mayoría absoluta de electores, Leconte fue elegido gobernador por el Colegio Electoral y asumió el 10 de diciembre de 1987.

## Resultados

### Gobernador y Vicegobernador
|  | 44.35 % |

|  | 24.85 % |

|  | 18.44 % |

|  | 5.75 % |

|  | 2.40 % |

|  | 2.02 % |

|  | 1.21 % |

|  | 0.40 % |

|  | 0.31 % |

|  | 0.15 % |

|  | 0.12 % |

|  | 98.64 % |

|  | 0.94 % |

|  | 0.32 % |

|  | 0.10 % |

|  | 100.00 % |

|  | 80.07 % |

### Cámara de Diputados
| ← 1985 · Cámara de Diputados · 1989 → | ← 1985 · Cámara de Diputados · 1989 →                     | ← 1985 · Cámara de Diputados · 1989 → | ← 1985 · Cámara de Diputados · 1989 → | ← 1985 · Cámara de Diputados · 1989 → |
| Partido/Alianza                       | Partido/Alianza                                           | Votos                                 | %                                     | Bancas                                |
| ------------------------------------- | --------------------------------------------------------- | ------------------------------------- | ------------------------------------- | ------------------------------------- |
|                                       | Pacto Autonomista - Liberal                               | 165.906                               | 44,21                                 | 7/13                                  |
|                                       | Unión Cívica Radical                                      | 93.175                                | 24,83                                 | 4/13                                  |
|                                       | Partido Justicialista                                     | 68.153                                | 18,16                                 | 2/13                                  |
|                                       | Partido Demócrata Cristiano - Frente Renovador            | 22.943                                | 6,11                                  |                                       |
|                                       | Movimiento de Integración y Desarrollo                    | 9.511                                 | 2,53                                  |                                       |
|                                       | Unión del Centro Democrático - Partido Social Republicano | 7.322                                 | 1,95                                  |                                       |
|                                       | Movimiento Acción Independiente                           | 4.401                                 | 1,17                                  |                                       |
|                                       | Partido Intransigente                                     | 1.585                                 | 0,42                                  |                                       |
|                                       | Frente Amplio de Liberación (FRAL)                        | 1.227                                 | 0,33                                  |                                       |
|                                       | Partido Socialista Popular                                | 590                                   | 0,16                                  |                                       |
|                                       | Movimiento Patriótico de Liberación                       | 477                                   | 0,13                                  |                                       |
| Votos positivos                       | Votos positivos                                           | 375.290                               | 98,38                                 |                                       |
| Votos en blanco                       | Votos en blanco                                           | 4.125                                 | 1,08                                  |                                       |
| Votos nulos                           | Votos nulos                                               | 1.196                                 | 0,31                                  |                                       |
| Diferencia de actas                   | Diferencia de actas                                       | 863                                   | 0,23                                  |                                       |
| Participación                         | Participación                                             | 381.474                               | 80,07                                 |                                       |
| Electores registrados                 | Electores registrados                                     | 476.417                               | 100                                   |                                       |
| Fuente:                               |                                                           |                                       |                                       |                                       |

### Cámara de Senadores
| ← 1985 · Cámara de Senadores · 1989 → | ← 1985 · Cámara de Senadores · 1989 →                     | ← 1985 · Cámara de Senadores · 1989 → | ← 1985 · Cámara de Senadores · 1989 → | ← 1985 · Cámara de Senadores · 1989 → |
| Partido/Alianza                       | Partido/Alianza                                           | Votos                                 | %                                     | Bancas                                |
| ------------------------------------- | --------------------------------------------------------- | ------------------------------------- | ------------------------------------- | ------------------------------------- |
|                                       | Pacto Autonomista - Liberal                               | 166.288                               | 44,34                                 | 3/4                                   |
|                                       | Unión Cívica Radical                                      | 93.632                                | 24,97                                 | 1/4                                   |
|                                       | Partido Justicialista                                     | 68.508                                | 18,12                                 |                                       |
|                                       | Partido Demócrata Cristiano - Frente Renovador            | 21.815                                | 5,82                                  |                                       |
|                                       | Movimiento de Integración y Desarrollo                    | 9.233                                 | 2,46                                  |                                       |
|                                       | Unión del Centro Democrático - Partido Social Republicano | 7.363                                 | 1,96                                  |                                       |
|                                       | Movimiento Acción Independiente                           | 4.390                                 | 1,17                                  |                                       |
|                                       | Partido Intransigente                                     | 1.564                                 | 0,42                                  |                                       |
|                                       | Frente Amplio de Liberación (FRAL)                        | 1.226                                 | 0,33                                  |                                       |
|                                       | Partido Socialista Popular                                | 576                                   | 0,15                                  |                                       |
|                                       | Movimiento Patriótico de Liberación                       | 442                                   | 0,12                                  |                                       |
| Votos positivos                       | Votos positivos                                           | 375.037                               | 98,31                                 |                                       |
| Votos en blanco                       | Votos en blanco                                           | 4.250                                 | 1,11                                  |                                       |
| Votos nulos                           | Votos nulos                                               | 1.186                                 | 0,31                                  |                                       |
| Diferencia de actas                   | Diferencia de actas                                       | 1.001                                 | 0,26                                  |                                       |
| Participación                         | Participación                                             | 381.474                               | 80,07                                 |                                       |
| Electores registrados                 | Electores registrados                                     | 476.417                               | 100                                   |                                       |
| Fuente:                               |                                                           |                                       |                                       |                                       |